# NCTD Coaster

El San Diego Coast Express Rail, o simplemente como Coaster, es un servicio ferroviario de cercanías que opera en las regiones costeras centrales y norte del condado de San Diego, California, Estados Unidos. Lane Fernandes es la actual mánager de Coaster. El servicio es operado por TransitAmerica en contrato con el North County Transit District (NCTD). El servicio tiene ocho estaciones, en San Diego, Solana Beach, Encinitas, Carlsbad y Oceanside. El servicio opera principalmente durante las horas pico los días de semana, pero es limitado durante el mediodía los viernes y en el atardecer con servicios sabatinos. El servicio especial del atardecer entra en funcionamiento cuando juegan los Padres de San Diego.

## Historia
San Diego Northern Railway (SDNR) compró las vías usadas por el Coaster desde Atchison, Topeka and Santa Fe Railway en 1994. El NCTD creó la subsidiaria San Diego Northern Railway Corporation en 1994 y fue disuelta en 2002. El servicio de ingresos Coaster empezó el 27 de febrero de 1995. El dinero de la adquisición y de la construcción fue obtenido por TransNet, una medida de 1987 que impuso un 0.5% de impuestos de ventas en los residentes del condado de San Diego para los proyectos de transporte. El NCTD había contratado al principio a Amtrak para proveer el personal a Coaster. E 1 de julio de 2006, TransitAmerica tomó el control del tren de cercanías, en un contrato de cinco años, con USD 45 millones con la SDNR. TransitAmerica es una subsidiaria de Herzog Transit Services con sede en Misuri. En 2018, NCTD realizó un pedido de cinco locomotoras Siemens Charger para reemplazar su antigua flota de locomotoras F40PH.

## Parada de estaciones
| Zona 1                              |                                                                                        |
| Oceanside                           | Coaster Pacific Surfliner Metrolink Sprinter                                           |
| Carlsbad Village                    | Coaster                                                                                |
| Carlsbad Poinsettia                 | Coaster                                                                                |
| Encinitas                           | Coaster                                                                                |
| Solana Beach                        | Coaster Pacific Surfliner                                                              |
| Zona 2                              |                                                                                        |
| Sorrento Valley                     | Coaster                                                                                |
| Zona 3                              |                                                                                        |
| Old Town San Diego                  | Coaster Pacific Surfliner (servicio limitado los fines de semana) Tranvía de San Diego |
| Downtown San Diego (Santa Fe Depot) | Coaster Pacific Surfliner Tranvía de San Diego                                         |

## Flota
| Constructora | Tipo           | Comprado   | Números   |
| ------------ | -------------- | ---------- | --------- |
| Siemens      | SC-44 Charger  | 2018, 2022 | 5001-5009 |
| GM-EMD       | F59PHI         | 2001       | 3001+3002 |
| Bombardier   | Bi-Level Coach | N/D        | 28        |

La mayoría de los trenes operan con tres o cuatro vagones.